# Olympische Sommerspiele 1956/Ringen
Bei den XVI. Olympischen Sommerspielen 1956 in Melbourne fanden 16 Wettbewerbe im Ringen statt, je acht im Freistil und im griechisch-römischen Stil. Austragungsort war das Royal Exhibition Building in den Carlton Gardens.

## Bilanz

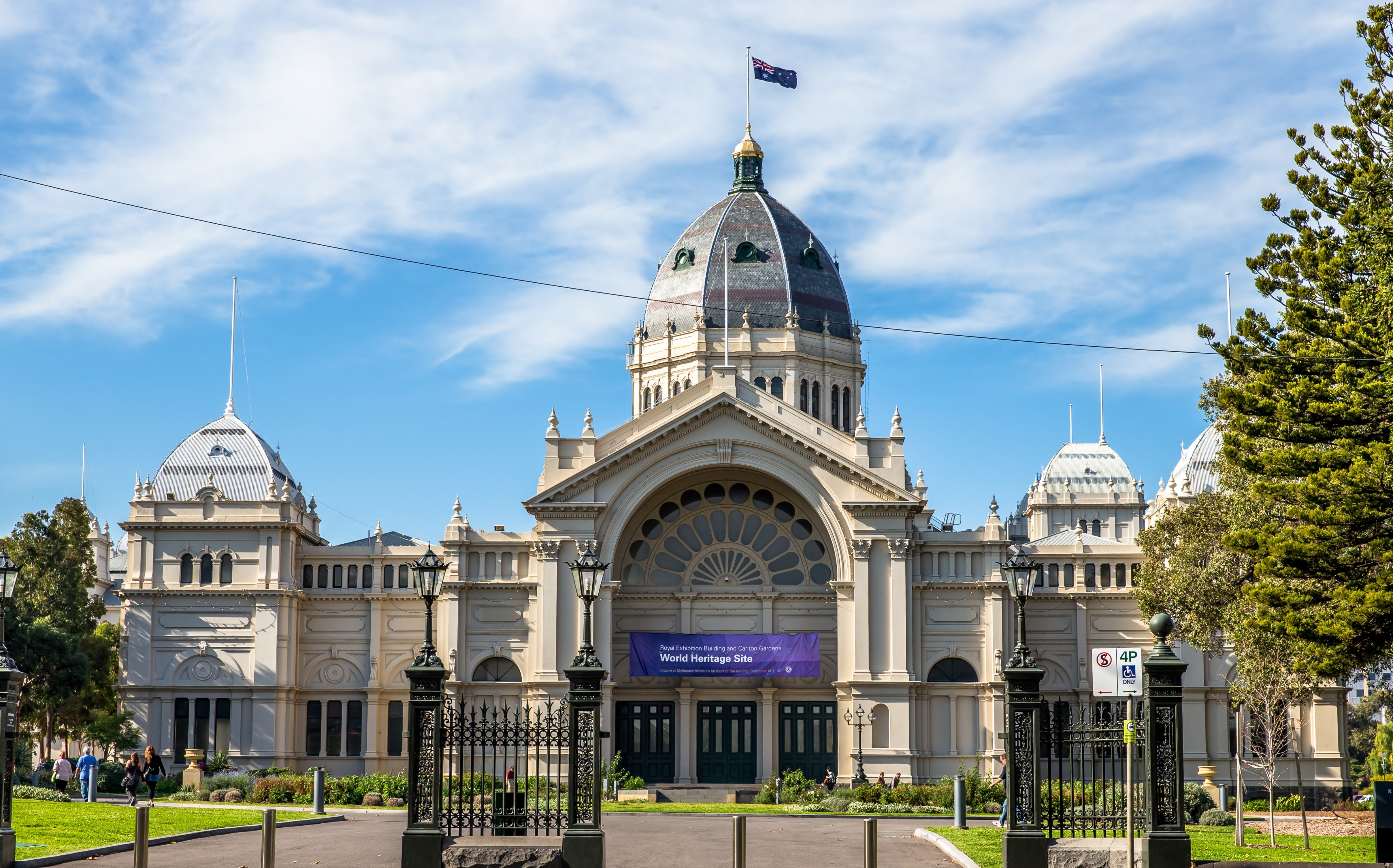
Royal Exhibition Building

### Medaillenspiegel
| Platz | Land               | Gold | Silber | Bronze | Gesamt |
| ----- | ------------------ | ---- | ------ | ------ | ------ |
| 1     | Sowjetunion        | 6    | 2      | 5      | 13     |
| 2     | Türkei             | 3    | 2      | 2      | 7      |
| 3     | Iran               | 2    | 2      | –      | 4      |
| 4     | Japan              | 2    | 1      | –      | 3      |
| 5     | Finnland           | 2    | –      | 2      | 4      |
| 6     | Bulgarien          | 1    | 3      | –      | 4      |
| 7     | Schweden           | –    | 1      | 3      | 4      |
| 8     | Italien            | –    | 1      | 1      | 2      |
| 8     | Ungarn             | –    | 1      | 1      | 2      |
| 8     | Vereinigte Staaten | –    | 1      | 1      | 2      |
| 11    | Belgien            | –    | 1      | –      | 1      |
| 11    | Deutschland        | –    | 1      | –      | 1      |
| 13    | Rumänien           | –    | –      | 1      | 1      |

### Medaillengewinner
| Konkurrenz        | Gold                  | Silber                | Bronze             |
| ----------------- | --------------------- | --------------------- | ------------------ |
| Fliegengewicht    | Mirian Zalkalamanidse | Mohammad Khojastepour | Hüseyin Akbaş      |
| Bantamgewicht     | Mustafa Dağıstanlı    | Mohammad Yaghoubi     | Michail Schachow   |
| Federgewicht      | Shōzō Sasahara        | Joseph Mewis          | Erkki Penttilä     |
| Leichtgewicht     | Imam-Ali Habibi       | Shigeru Kasahara      | Alimbeg Bestajew   |
| Weltergewicht     | Mitsuo Ikeda          | İbrahim Zengin        | Wachtang Balawadse |
| Mittelgewicht     | Nikola Stantschew     | Daniel Hodge          | Giorgi Schirtladse |
| Halbschwergewicht | Gholamreza Takhti     | Boris Kulajew         | Peter Blair        |
| Schwergewicht     | Hamit Kaplan          | Jussein Mechmedow     | Taisto Kangasniemi |

| Konkurrenz        | Gold                 | Silber            | Bronze             |
| ----------------- | -------------------- | ----------------- | ------------------ |
| Fliegengewicht    | Nikolai Solowjow     | Ignazio Fabra     | Dursun Ali Eğribaş |
| Bantamgewicht     | Konstantin Wyrupajew | Edvin Vesterby    | Francisc Horvath   |
| Federgewicht      | Rauno Mäkinen        | Imre Polyák       | Roman Dsneladse    |
| Leichtgewicht     | Kyösti Lehtonen      | Rıza Doğan        | Gyula Tóth         |
| Weltergewicht     | Mithat Bayrak        | Wladimir Manejew  | Per Berlin         |
| Mittelgewicht     | Giwi Kartosia        | Dimitar Dobrew    | Rune Jansson       |
| Halbschwergewicht | Walentin Nikolajew   | Petko Sirakow     | Karl-Erik Nilsson  |
| Schwergewicht     | Anatoli Parfjonow    | Wilfried Dietrich | Adelmo Bulgarelli  |

## Ergebnisse Freistil

### Fliegengewicht (bis 52 kg)
| Platz | Land | Sportler                  |
| ----- | ---- | ------------------------- |
| 1     | URS  | Mirian Zalkalamanidse     |
| 2     | IRN  | Mohammad Ali Khojastepour |
| 3     | TUR  | Hüseyin Akbaş             |
| 4     | JPN  | Tadashi Asai              |
| 5     | FRA  | André Zoete               |
| 6     | USA  | Dick Delgado              |
| 7     | PAK  | Abdul Aziz                |
| 7     | IND  | Baban Daware              |

Datum: 28. November bis 1. Dezember 1956 

11 Teilnehmer aus 11 Ländern

### Bantamgewicht (bis 57 kg)
| Platz | Land | Sportler                |
| ----- | ---- | ----------------------- |
| 1     | TUR  | Mustafa Dağıstanlı      |
| 2     | IRN  | Mohammad Mehdi Yaghoubi |
| 3     | URS  | Michail Schachow        |
| 4     | KOR  | Lee Sang-gyun           |
| 5     | JPN  | Minoru Iizuka           |
| 6     | EUA  | Fred Kämmerer           |
| 7     | PAK  | Din Zahur               |
| 8     | ARG  | Adolfo Díaz             |

Datum: 28. November bis 1. Dezember 1956 

14 Teilnehmer aus 14 Ländern

### Federgewicht (bis 62 kg)
| Platz | Land | Sportler         |
| ----- | ---- | ---------------- |
| 1     | JPN  | Shōzō Sasahara   |
| 2     | BEL  | Joseph Mewis     |
| 3     | FIN  | Erkki Penttilä   |
| 4     | USA  | Myron Roderick   |
| 4     | TUR  | Bayram Şit       |
| 6     | IRN  | Nasser Givehchi  |
| 6     | URS  | Linar Salimullin |
| 8     | IND  | Ram Sarup        |

Datum: 28. November bis 1. Dezember 1956 

13 Teilnehmer aus 13 Ländern

### Leichtgewicht (bis 67 kg)
| Platz | Land | Sportler          |
| ----- | ---- | ----------------- |
| 1     | IRN  | Imam-Ali Habibi   |
| 2     | JPN  | Shigeru Kasahara  |
| 3     | URS  | Alimbeg Bestajew  |
| 4     | HUN  | Gyula Tóth        |
| 5     | USA  | Tommy Evans       |
| 5     | ITA  | Garibaldo Nizzola |
| 7     | PAK  | Muhammad Ashraf   |
| 8     | MEX  | Mario Tovar       |

Datum: 28. November bis 1. Dezember 1956 

19 Teilnehmer aus 19 Ländern

### Weltergewicht (bis 73 kg)
| Platz | Land | Sportler             |
| ----- | ---- | -------------------- |
| 1     | JPN  | Mitsuo Ikeda         |
| 2     | TUR  | İbrahim Zengin       |
| 3     | URS  | Wachtang Balawadse   |
| 4     | SWE  | Per Berlin           |
| 4     | RSA  | Coenraad de Villiers |
| 4     | IRN  | Nabi Sorouri         |
| 7     | PAK  | Muhammad Latif       |
| 7     | BUL  | Mitko Petkow         |
| 9     | EUA  | Alfred Tischendorf   |
|       |      |                      |
| 11    | AUT  | Ernst Wandaller      |

Datum: 28. November bis 1. Dezember 1956 

15 Teilnehmer aus 15 Ländern

### Mittelgewicht (bis 79 kg)
| Platz | Land | Sportler           |
| ----- | ---- | ------------------ |
| 1     | BUL  | Nikola Stantschew  |
| 2     | USA  | Daniel Hodge       |
| 3     | URS  | Giorgi Schirtladse |
| 4     | TUR  | İsmet Atlı         |
| 5     | FIN  | Kazuo Katsuramoto  |
| 6     | EUA  | Johann Sterr       |
| 7     | SWE  | Bengt Lindblad     |
| 7     | IRN  | Abbas Zandi        |

Datum: 28. November bis 1. Dezember 1956 

15 Teilnehmer aus 15 Ländern

### Halbschwergewicht (bis 87 kg)
| Platz | Land | Sportler          |
| ----- | ---- | ----------------- |
| 1     | IRN  | Gholamreza Takhti |
| 2     | URS  | Boris Kulajew     |
| 3     | USA  | Peter Blair       |
| 4     | TUR  | Adil Atan         |
| 4     | IRL  | Gerry Martina     |
| 6     | AUS  | Kevin Coote       |
| 7     | SWE  | Viking Palm       |
| 8     | JPN  | Mitsuhiro Ohira   |

Datum: 28. November bis 1. Dezember 1956 

12 Teilnehmer aus 12 Ländern

### Schwergewicht (über 87 kg)
| Platz | Land | Sportler           |
| ----- | ---- | ------------------ |
| 1     | TUR  | Hamit Kaplan       |
| 2     | BUL  | Jussein Mechmedow  |
| 3     | FIN  | Taisto Kangasniemi |
| 4     | AUS  | Ray Mitchell       |
| 4     | GBR  | Kenneth Richmond   |
| 6     | URS  | Iwan Wychristjuk   |
| 7     | USA  | William Kerslake   |
| 7     | JPN  | Saburo Nakao       |

Datum: 28. November bis 1. Dezember 1956 

11 Teilnehmer aus 11 Ländern

## Ergebnisse griechisch-römischer Stil

### Fliegengewicht (bis 52 kg)
| Platz | Land | Sportler           |
| ----- | ---- | ------------------ |
| 1     | URS  | Nikolai Solowjow   |
| 2     | ITA  | Ignazio Fabra      |
| 3     | TUR  | Dursun Ali Eğribaş |
| 4     | ROM  | Dumitru Pârvulescu |
| 5     | HUN  | István Baranya     |
| 6     | YUG  | Borivoje Vukov     |
| 7     | SWE  | Bengt Johansson    |
| 7     | BEL  | Maurice Mewis      |

Datum: 3. bis 6. Dezember 1956 

11 Teilnehmer aus 11 Ländern

### Bantamgewicht (bis 57 kg)
| Platz | Land | Sportler             |
| ----- | ---- | -------------------- |
| 1     | URS  | Konstantin Wyrupajew |
| 2     | SWE  | Edvin Vesterby       |
| 3     | ROM  | Francisc Horvath     |
| 4     | HUN  | Imre Hódos           |
| 5     | EUA  | Fred Kämmerer        |
| 6     | BUL  | Dinko Petrow         |
| 7     | ARG  | Adolfo Díaz          |
| 8     | FIN  | Reijo Nykänen        |
|       |      |                      |
| 10    | AUT  | Franz Brunner        |

Datum: 3. bis 6. Dezember 1956 

13 Teilnehmer aus 13 Ländern

### Federgewicht (bis 62 kg)
| Platz | Land | Sportler         |
| ----- | ---- | ---------------- |
| 1     | FIN  | Rauno Mäkinen    |
| 2     | HUN  | Imre Polyák      |
| 3     | URS  | Roman Dsneladse  |
| 4     | TUR  | Müzahir Sille    |
| 5     | SWE  | Gunnar Håkansson |
| 6     | ITA  | Umberto Trippa   |
| 7     | ROM  | Ion Popescu      |
| 8     | FRA  | Roger Bielle     |

Datum: 3. bis 6. Dezember 1956 

10 Teilnehmer aus 10 Ländern

### Leichtgewicht (bis 67 kg)
| Platz | Land | Sportler              |
| ----- | ---- | --------------------- |
| 1     | FIN  | Kyösti Lehtonen       |
| 2     | TUR  | Rıza Doğan            |
| 3     | HUN  | Gyula Tóth            |
| 4     | AUT  | Bartholomäus Brötzner |
| 5     | BUL  | Dimitar Stojanow      |
| 6     | ROM  | Dumitru Gheorghe      |
| 7     | URS  | Wladimir Rosin        |
| 8     | USA  | Tommy Evans           |

Datum: 3. bis 6. Dezember 1956 

10 Teilnehmer aus 10 Ländern

### Weltergewicht (bis 73 kg)
| Platz | Land | Sportler          |
| ----- | ---- | ----------------- |
| 1     | TUR  | Mithat Bayrak     |
| 2     | URS  | Wladimir Manejew  |
| 3     | SWE  | Per Berlin        |
| 4     | FIN  | Veikko Rantanen   |
| 5     | EUA  | Siegfried Schäfer |
| 6     | USA  | Jay Holt          |
| 7     | HUN  | Miklós Szilvási   |
| 8     | BUL  | Mitko Petkow      |
| 9     | AUT  | Ernst Wandaller   |

Datum: 3. bis 6. Dezember 1956 

11 Teilnehmer aus 11 Ländern

### Mittelgewicht (bis 79 kg)
| Platz | Land | Sportler       |
| ----- | ---- | -------------- |
| 1     | URS  | Giwi Kartosia  |
| 2     | BUL  | Dimitar Dobrew |
| 3     | SWE  | Rune Jansson   |
| 4     | EUA  | Hans Sterr     |
| 5     | HUN  | György Gurics  |
| 6     | FIN  | Viljo Punkari  |
| 7     | USA  | Jim Peckham    |
| 8     | TUR  | İsmet Atlı     |

Datum: 3. bis 6. Dezember 1956 

10 Teilnehmer aus 10 Ländern

### Halbschwergewicht (bis 87 kg)
| Platz | Land | Sportler                |
| ----- | ---- | ----------------------- |
| 1     | URS  | Walentin Nikolajew      |
| 2     | BUL  | Petko Sirakow           |
| 3     | SWE  | Karl-Erik Nilsson       |
| 4     | CAN  | Robert Steckle          |
| 5     | USA  | Dale Thomas             |
| 6     | AUT  | Eugen Wiesberger junior |
| 7     | FIN  | Veikko Lahti            |
| 8     | TUR  | Adil Atan               |

Datum: 3. bis 6. Dezember 1956 

10 Teilnehmer aus 10 Ländern

### Schwergewicht (über 87 kg)
| Platz | Land | Sportler            |
| ----- | ---- | ------------------- |
| 1     | URS  | Anatoli Parfjonow   |
| 2     | EUA  | Wilfried Dietrich   |
| 3     | ITA  | Adelmo Bulgarelli   |
| 4     | TUR  | Hamit Kaplan        |
| 5     | SWE  | Bertil Antonsson    |
| 6     | FIN  | Taisto Kangasniemi  |
| 7     | GRE  | Antonios Georgoulis |
| 8     | BUL  | Jussein Mechmedow   |

Datum: 3. bis 6. Dezember 1956 

10 Teilnehmer aus 10 Ländern